# Casa de Bethlen

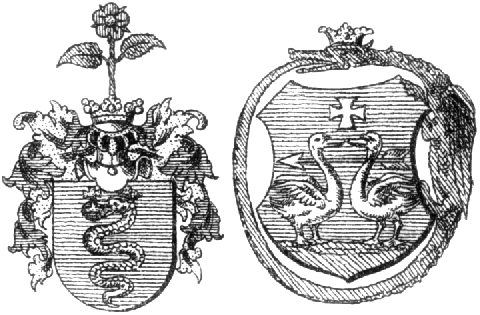
De izquierda a derecha, escudos de armas de la familia Iktár y Bethlen.

La Casa de Bethlen es una familia aristocrática húngara que surgió a finales de la Edad Media, hallándose entre las más importantes de la nación. Alrededor del siglo XVII, la familia se dividió en dos ramas, los Bethlen de Bethlen y los Bethlen de Iktár. Entre sus miembros más relevantes destacan:
- Conde Gabriel Bethlen de Iktár (1580–1586). Príncipe húngaro de Transilvania (1613–1629).

- Conde Esteban Bethlen de Iktár (1582–1648). Príncipe húngaro de Transilvania (1630). Hermano menor del Príncipe Gabriel Bethlen, a quien sucedió tras su muerte en el trono de Transilvania.

- Conde Farkas Bethlen de Bethlen (1639–1679). Canciller de Transilvania e historiador húngaro.

- Conde Miguel Bethlen de Bethlen (1673–1706). Peregrino y redactor de diarios de viaje. Realizó en su tiempo una peregrinación por toda Europa y dejó asentadas las costumbres y rasgos culturales más significativos de cada nación en su diario.

- Condesa Catalina Bethlen de Bethlen (?–1725) Poeta. Esposa del Príncipe de Transilvania Miguel Apafi II.

- Conde Domonkos Bethlen de Iktár (1810–1866). Miembro de la corte Imperial germánica y caballero de la orden de San Juan. Último miembro de la rama de los Bethlen de Iktár.

- Conde Esteban Bethlen de Bethlen (1874–1946). Primer ministro de Hungría (1921–1931).

La rama de la familia Bethlen de Iktár murió a finales del siglo XIX, sin embargo la rama de Bethlen de Bethlen ha sobrevivido hasta nuestros días en la figura del alcalde Farkas Bethlen, de Verőce y otros escritores húngaros.